# Grels Teir

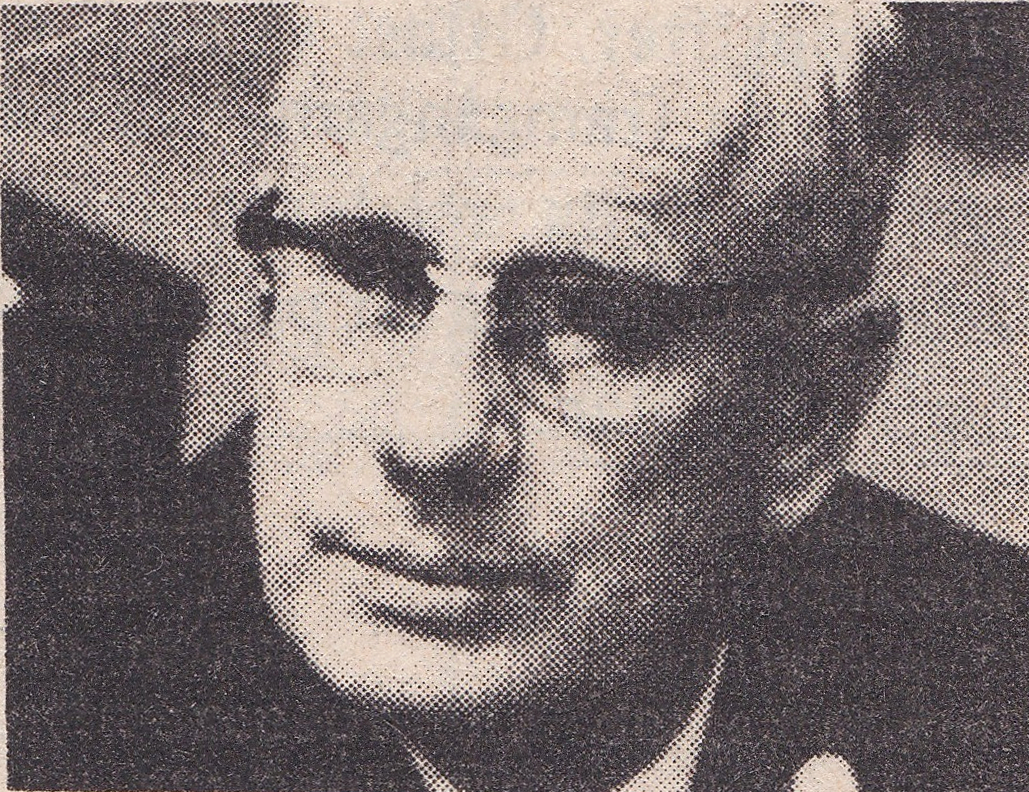
Grels Teir

Grels Olof Teir, född den 26 februari 1916 i Lappfjärd, död den 23 juni 1999 i Helsingfors, var en finländsk politiker och statstjänsteman. 
Han tog studenten 1934 på Svenska samskolan i Gamlakarleby och blev vicehäradshövding 1947. Han var ledamot av Finlands riksdag 1951–1975 för Svenska folkpartiet, ordförande i svenska riksdagsgruppen 1963–1964 och 1966–1968, kommunikationsminister 1964–1966, handels- och industriminister 1968–1970 och 1972, andre social- och hälsovårdsminister 1975. Han var 1975–1983 generaldirektör vid Statskontoret. Han tilldelades ministers titel 1983.